# جو ليزي
جو ليزي (بالإنجليزية: Joe Lisi)‏ هو ممثل أمريكي، ولد في 9 سبتمبر 1950 بنيويورك في الولايات المتحدة.

## أعمال

### أفلام
- (1996) غرفة مارفن[4]

## وصلات خارجية
- جو ليزي على موقع IMDb (الإنجليزية)
- جو ليزي على موقع ألو سيني (الفرنسية)
- جو ليزي على موقع أول موفي (الإنجليزية)
- جو ليزي على موقع قاعدة بيانات الأفلام السويدية (السويدية)
- جو ليزي على موقع قاعدة بيانات الفيلم (الإنجليزية)
- جو ليزي على موقع كينوبويسك (الروسية)